# Metaphycus luonanensis
Metaphycus luonanensis är en stekelart som beskrevs av Dang och Wang 2002. Metaphycus luonanensis ingår i släktet Metaphycus och familjen sköldlussteklar. Inga underarter finns listade i Catalogue of Life.